# Gmina Ruda Maleniecka
Die Gmina Ruda Maleniecka ist eine Landgemeinde im Powiat Konecki der Woiwodschaft Heiligkreuz in Polen. Ihr Sitz ist das gleichnamige Dorf mit etwa 560 Einwohnern.

## Gliederung
Zur Landgemeinde (gmina wiejska) Ruda Maleniecka gehören folgende 18 Dörfer mit einem Schulzenamt:
Dęba
Dęba-Kolonia
Cieklińsko
Cis
Hucisko
Koliszowy
Kołoniec
Lipa
Machory
Maleniec
Młotkowice
Ruda Maleniecka
Strzęboszów
Szkucin
Tama
Wyszyna Fałkowska
Wyszyna Machorowska
Wyszyna Rudzka
Weitere Ortschaften der Gemeinde sind Cegielnia, Lewki und Zalesie.